# Fryderyk VI (landgraf Hesji-Homburg)
Fryderyk VI (niem. Friedrich VI Joseph Ludwig Karl August Landgraf von Hessen-Homburg) (ur. 30 lipca 1769 w Homburgu, zm. 2 kwietnia 1829 tamże) – landgraf Hesji-Homburg (od 1820), generał kawalerii Armii Cesarstwa Austriackiego.

## Życiorys
Fryderyk był najstarszym synem Fryderyka V, landgrafa Hesji-Homburg, i Karoliny, córki Ludwika IX landgrafa Hesji-Darmstadt.
W 1783 rozpoczął służbę w cesarskim wojsku. Uczestnicząc w licznych wojnach do 1815 (przeciwko Turkom, rewolucyjnej Francji, a następnie w wojnach napoleońskich). Odznaczył się m.in. w bitwie pod Lipskiem, a w 1814 zdobył Lyon. W 1820, po śmierci ojca, został landgrafem Hesji-Homburg.
W czasie służby wojskowej awansował na kolejne stopnie: generała majora (16 kwietnia 1797 z rangą od 24 maja tego roku), marszałka polnego porucznika (29 października 1800 z rangą od 15 listopada 1800) i generała kawalerii (26 lipca 1813).
Od 1803 do śmierci był szefem 4 Pułku Huzarów.
Żoną Fryderyka była Elżbieta, córka króla Wielkiej Brytanii Jerzego III. Nie mieli dzieci, następcą Fryderyka w Hesji-Homburg został młodszy brat Ludwik.

## Odznaczenia
Odznaczenia Fryderyka VI to między innymi:
- Krzyż Wielki Orderu Lwa Złotego (Hesja)
- Kawaler Orderu Ludwika I klasy (Hesja)
- Krzyż Wielki Orderu Świętego Stefana (Austro-Węgry)
- Komandor Orderu Marii Teresy
- Order Świętego Andrzeja (Imperium Rosyjskie)
- Order Świętego Aleksandra Newskiego (Imperium Rosyjskie)
- Order Świętego Jerzego III klasy (Imperium Rosyjskie)
- Order Orła Czarnego (Prusy)
- Order Orła Czerwonego I klasy (Prusy)
- Krzyż Wielki Orderu Gwelfów (Hanower)
- Order Świętego Huberta (Bawaria)
- Order Orła Białego (Królestwo Polskie, 1820)[4]